# سیارک ۶۹۴۱
سیارک ۶۹۴۱ (به انگلیسی: 6941 Dalgarno، نامگذاری:1976YA) شش هزار و نهصد و چهل و یکمین سیارک کشف شده‌است که در ۱۶ دسامبر ۱۹۷۶ کشف شد.
قدر مطلق سیارک برابر ۱۲٫۴۰ است.